# Montañas Pitons

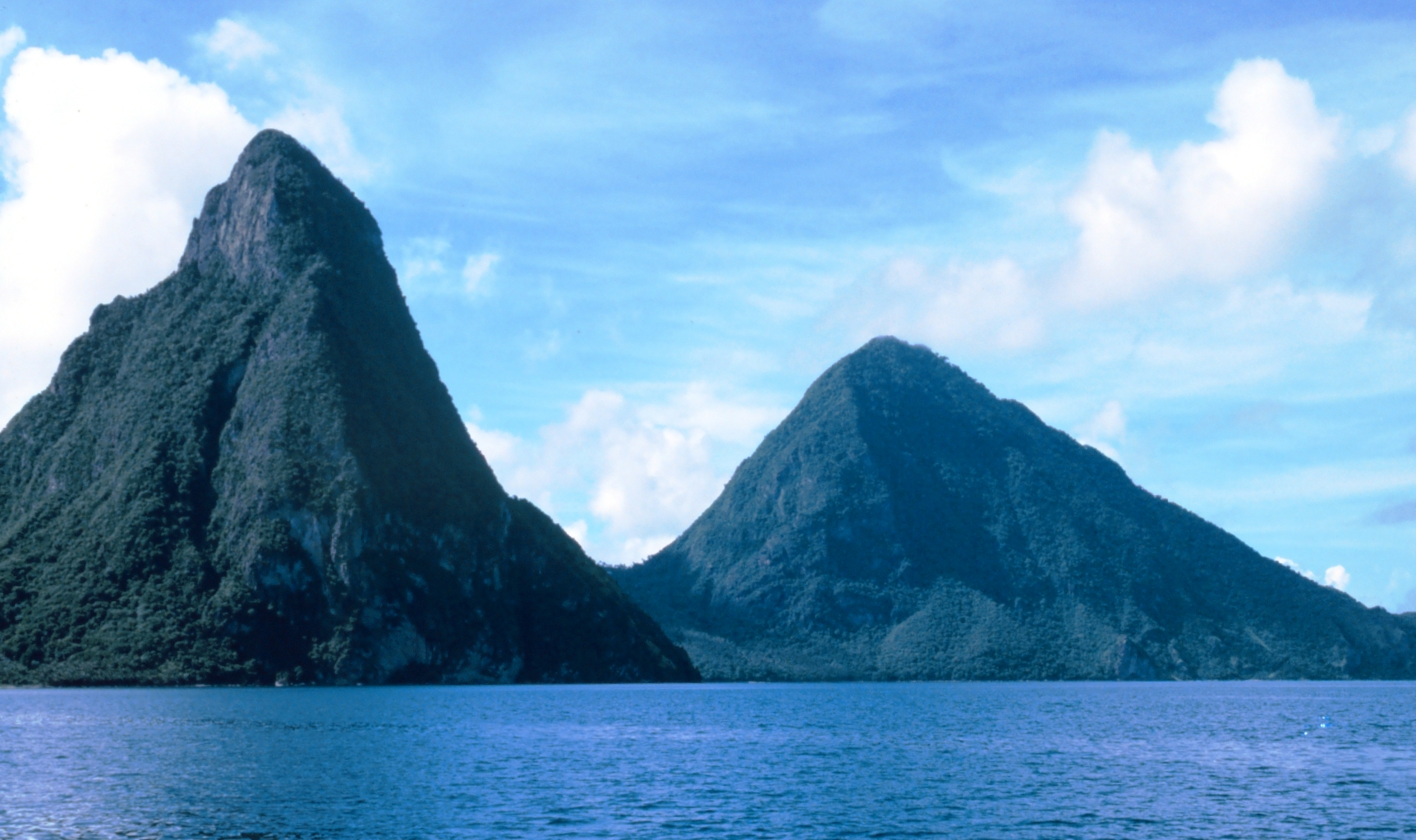
Las Pitons vistas desde el mar Caribe.

Las montañas Pitons son unas características montañas localizadas en la isla de Santa Lucía, símbolo de esa pequeña nación isleña del Caribe ubicada al norte de Venezuela. Las montañas se encuentran al sur de la isla, en la bahía de  Soufrière, unos 21 kilómetros al suroeste de Castries. El más alto de los picos, el Gros Piton, se alza a 768 metros sobre el nivel del mar. El menor, Petit Piton, se eleva a 750 metros. Las dos montañas aparecen representadas en la bandera nacional de la isla. De acuerdo al diseño de Dunstan Saint Omer, Gros Piton (representada por el triángulo más alto) representa a la raza negra y Petit Piton (representada por el triángulo menor) representa a la raza blanca.

## Geografía
Las montañas Pitons son dos conos volcánicos erosionados unidos por una cresta llamada Piton Mitan. Es un volcán compuesto, formado por un campo geotérmico con fumarolas y Aguas termales, conocidas por los geólogos como Centro Volcánico de Soufrière (de la palabra francesa para el azufre), más allá del cráter volcánico de explosión y los depósitos de tefra, (piedra pómez y ceniza), así como flujos de lava. Este conjunto ilustra la evolución de un volcán andesítico asociado a una zona de subducción.

## Patrimonio de la Humanidad
En la actualidad las montañas son una Reserva Ecológica protegida, la UNESCO las ha declarado, junto con el área que las rodea, como Patrimonio de la Humanidad en el año 2004, bajo el nombre de Zona de Gestión Ambiental de las Pitons. El área protegida se compone de una parte de terrestre y otra marítima. Abarca un área total de 2.909 hectáreas, incluyendo 875 ha de área marina, de arrecifes de coral en un excelente estado de conservación, y un área terrestre de 467 ha (341 ha, públicos y 126 ha privadas).
El Área de Gestión Marina tiene 11 km de línea de costa y 1,0 km de ancho e incluye una parte de la plataforma continental de gran pendiente que desciende hasta 75 m, con arrecifes de franja, que cubren casi el 60% del área y manchas aisladas de coral, rocas y zonas de arena. Existen unas 168 especies de peces, 60 de Cnidaria, incluindo los corales, 8 de moluscos, 14 de esponjas, 11 de equinodermos, 15 de artrópodos y 6 de anélidos. En la costa se encuentran, la tortuga carey, el tiburón ballena y varias especies de ballenas barbadas. 
En el área protegida terrestre, la vegetación terrestre es típica de la selva tropical, con pequeñas áreas de selva seca y de montaña en los picos. Existen unas 148 especies de plantas en Gros Piton y 97 en Petit Piton y la cresta intermedia, entre ellas hay ocho especies raras de árboles, incluyendo los arbustos endémicos Acalypha elizabethae y Bernardia laurentii, que solo se encuentran en la cumbre del Petit Piton.
Los Pitons albergan, así mismo, a 27 especies de aves, de las que cinco son endémicas, tres de roedores indígenas, una de zarigüeya, tres de murciélagos, ocho de reptiles y tres de anfibios.

## Enlaces relacionados
- Geografía de Santa Lucía